# Rétrécissement mitral
 Mise en garde médicale
Le rétrécissement mitral (ou sténose mitrale) est une maladie de l'appareil circulatoire caractérisée par un obstacle à l'écoulement du sang à travers la valve mitrale pendant la diastole, dû à l'épaississement du tissu valvulaire.
Il peut être associé à une insuffisance mitrale. On parle alors de « maladie mitrale ».

## Cause
Il s'agit essentiellement d'une complication tardive d'un rhumatisme articulaire aigu : une angine à streptocoque β-hémolytique du groupe A, non traitée correctement, se complique d'une cardite donnant, à long terme, une fibrose de la valve mitrale avec épaississement de cette dernière et fusion des commissures. 

## Épidémiologie
Cette maladie est devenue rare dans les pays occidentaux, du fait d'une prise en charge correcte des angines bactériennes. Elle est plus fréquente dans les pays en voie de développement.

## Physiopathologie
Le rétrécissement mitral gêne le passage du sang de l'oreillette gauche vers le ventricule gauche. La différence de pression entre les deux cavités est d'autant plus forte que le rétrécissement est plus important.
Cette augmentation des pressions se répercute en amont, de l'oreillette gauche vers le capillaire pulmonaire et l'artère pulmonaire, puis vers les cavités cardiaques droites.

## Clinique
Le patient se plaint d'une dyspnée (essoufflement) plus ou moins importante, pour des efforts plus ou moins élevés. Il peut ressentir des palpitations, en rapport avec une fibrillation auriculaire.
Un antécédent de rhumatisme articulaire aigu doit être systématiquement recherché et pouvant exister des décennies avant l'apparition des premiers symptômes du rétrécissement mitral. 
L'examen clinique montre, à l'auscultation cardiaque, montre un souffle qu'on appelle typiquement un « roulement diastolique » du fait de son timbre et de sa situation temporelle en diastole. Il est particulièrement discret et est mieux entendu le patient allongé sur le côté gauche, au niveau du foyer mitral (en dessous du mamelon gauche). Typiquement le premier bruit est « claqué » ; le deuxième bruit est suivi d'un claquement d'ouverture de la valve brutal, suivi d'un roulement sourd, décroissant, dont l'intensité peut réaugmenter peu avant le premier bruit (B1).
En cas d'insuffisance cardiaque peut être constaté des crépitants à l'auscultation des deux bases pulmonaires. Il peut exister des œdèmes des membres inférieurs.

## Examens complémentaires
L'électrocardiogramme peut montrer un rythme sinusal avec une onde P (due à la dépolarisation des oreillettes) augmentée en taille et en largeur, témoignant d'une hypertrophie auriculaire gauche. Il peut montrer une fibrillation auriculaire, complication classique du rétrécissement mitral, avec trémulations de la ligne de base, témoignant de l'absence d'activité auriculaire. 
La radiographie du thorax peut montrer une oreillette gauche dilatée (double arc du bord droit, arc moyen gauche un peu bombant), un éventuel retentissement pulmonaire avec une surcharge vasculaire au niveau des hiles.
L'échocardiographie est l'examen de référence, permettant de faire le diagnostic et d'apprécier la sévérité. La surface valvulaire peut être mesurée directement ou estimée sur l'accélération du flux à travers la valve mitral (augmentation du gradient moyen et maximal trans mitral) au doppler. Un autre indice permet également une estimation quantitative par la mesure du temps de demi pression, plus allongée si le rétrécissement est plus prononcé. l'échocardiographie permet également de voir s'il existe ou non une insuffisance mitrale significative et si les valves restent souples ou sont, au contraire, très épaissies, immobiles et remaniées, ces deux paramètres (présence d'une fuite et remaniement de la valve) étant important pour le choix d'un traitement. Cet examen peut être complété par une échographie transœsophagienne qui permet de mieux visualiser la valve et de vérifier l'absence de thrombus dans les atriums.
Une échographie d'effort peut permettre de lever certains cas litigieux, avec augmentation substantielle du gradient trans valvulaire à l'effort ainsi que de la pression systolique de l'artère pulmonaire.
Le cathétérisme cardiaque n'est pas toujours nécessaire si le diagnostic est évident à l'échographie. La mesure des pressions montre une pression du capillaire pulmonaire augmentée avec une pression normale du ventricule gauche, en particulier en fin de diastole. Ce gradient de pression est corrélé avec l'importance du rétrécissement mitral. La surface de ce dernier peut être évaluer grâce au gradient et à la mesure du débit cardiaque. L’examen peut être complété par une coronarographie si une intervention chirurgicale cardiaque est envisagée et que le risque de maladie coronarienne associée est jugé non négligeable. 

## Évolution
Elle se fait vers la majoration progressive et lente du rétrécissement, entraînant l'aggravation progressive des symptômes (dyspnée) et le risque d'hospitalisations pour décompensation.
La fibrillation auriculaire est une complication classique et marque souvent une aggravation des symptômes. Le risque embolique est alors élevé, avec accident vasculaire cérébral, ischémie aiguë de membre.

## Traitement
Il existe plusieurs documents faisant office de recommandations sur la prise en charge du rétrécissement mitral. Celles, américaines,  ont été révisés en 2020. Celles, européennes, datent de 2007 et mise à jour en 2022.

### Traitement médical
Les diurétiques permettent de diminuer les symptômes.
En cas de fibrillation auriculaire, il faut essentiellement ralentir le cœur (digitaliques ou bêta-bloquants). La mise sous anticoagulant oral par antivitamine K est obligatoire devant le risque embolique, les scores de risque ne s'appliquant pas en cas de fibrillation d'origine valvulaire. 

### Traitement chirurgical
Si le rétrécissement mitral est jugé serré (surface inférieure à 1,5 cm2), pur (c'est-à-dire sans fuite significative associée), symptomatique et avec des valves restant souples et en l'absence de thrombus intra-auriculaire, une valvuloplastie percutanée peut être proposée en première intention : un cathéter muni d'un ballon dégonflé est monté dans l'orifice mitrale par la veine cave, l'oreillette droite et le passage dans l'oreillette gauche par perforation du septum inter-auriculaire. Le ballon est alors gonflé, faisant craquer les commissures et ouvrant la valve mitrale. la procédure est relativement simple, ne nécessitant pas, en particulier d'ouverture cardiaque, et donc de recours à une circulation extra-corporelle.
Dans les autres cas, une chirurgie classique est proposée, soit une ouverture chirurgicale des commissures mitrales fusionnées dite commissurotomie à cœur ouvert, soit un remplacement valvulaire par valve mécanique ou par bioprothèse valvulaire.